# Avrom Isaacs
Avrom Isaacs né Avrom Isaacovitch OC, né le 19 mars 1926 à Winnipeg et mort le 15 janvier 2016 à Toronto, est un marchand d'art canadien ayant étudié à l'Université de Toronto.

## Biographie
Né Avrom Isaacovitch à Winnipeg, il a déménagé à Toronto avec sa famille en 1941. Il y a étudié et a eu un baccalauréat en sciences politiques et en sciences économiques en 1950 à l'Université de Toronto. Il ouvre en 1955 la Greenwich Art Gallery (renommée la Isaacs Gallery en 1959) où il représente de nombreux artistes canadiens comme Michael Snow, William Kurelek, Graham Coughtry, Gordon Rayner, Jack Chambers, Joyce Wieland, Mark Prent, John Meredith, Robert Markle et Gathie Falk (en). La galerie d'art d'Isaacs était connue pour sa grande collection d'œuvres d'art, allant de l'art contemporain à l'art de la Nouvelle-Guinée, en passant par les costumes asiatiques et les artistes autochtones de la côte ouest du Canada. Il était aussi connu pour avoir organisé ses expositions de jeunes talents. Isaacs ouvre une seconde galerie à Toronto en 1970, l'Inuit Gallery, où il expose de nombreux artistes autochtones en solo comme Karoo Ashevak et Jessie Oonark. En août 1991, les deux galeries d'Isaacs fusionnent pour devenir la Isaacs/Inuit Gallery, galerie qui ferme ses portes en 2001. Il a reçu un doctorat honoris causa de l'Université d'York en 1992 et est aussi chevalier de l'Ordre du Canada.